# Campagne d'Afrique du Nord (Première Guerre mondiale)
Pour les articles homonymes, voir Campagne d'Afrique du Nord.
Front du Moyen-Orient,
Première Guerre mondiale
Batailles
Front du Moyen-Orient
- Afrique du Nord
- Caucase
- Perse
- Dardanelles
- Mésopotamie
- Sinaï et Palestine
- Arménie
- Ctésiphon (11-1915)
- Kut-el-Amara (12-1915)
- Romani (8-1916)
- Magdhaba (12-1916)
- Révolte arabe
- Rafa (1-1917)
- Bagdad (3-1917)
- 1re Gaza (3-1917)
- 2e Gaza (4-1917)
- Aqaba (7-1917)
- Beer-Sheva (10-1917)
- 3e Gaza (11-1917)
- Jérusalem (12-1917)
- Megiddo (9-1918)
- Damas (9-1918)
- Alep (10-1918)

Front d'Europe de l’Ouest
Front italien
Front d'Europe de l'Est
Front des Balkans
Front africain
Bataille de l'Atlantique
La campagne d'Afrique du Nord désigne une série de batailles livrées pendant la Première Guerre mondiale, faisant partie du théâtre du Moyen-Orient, principalement dans le sud-ouest de la Libye et en Tripolitaine. Elle opposa principalement les Senoussi et des tribus berbères, appuyées par l'Empire ottoman et l'Empire allemand, au Royaume-Uni, à l'Italie et à la France.
Les Ottomans avaient l'intention d'ouvrir un nouveau front afin d'attirer les troupes britanniques combattant dans le Sinaï et en Palestine afin de réduire la pression que les Allemands subissaient de la part des Alliés sur d'autres fronts. Les Italiens, qui souhaitaient conserver leurs gains territoriaux qu'ils avaient faits par le biais du traité de Lausanne, participèrent au conflit.

## Contexte historique
Les provinces de Tripolitaine et de Cyrénaïque sont annexées par l'Italie en vertu du traité de Lausanne qui mit fin à la guerre italo-turque en 1912. Les milices Senoussi s'opposent à cette occupation et lancent une rébellion dans le Fezzan (sud-ouest de la Libye) et dans le sud de la Tripolitaine qui empêche la consolidation des forces italiennes dans ces régions. L'Empire ottoman n'a jamais cessé de fournir une assistance matérielle aux tribus locales de Libye.

## Déroulement des opérations
En 1915, les Ottomans tentent de s'emparer du canal de Suez en Égypte et de rétablir le destitué Khédive Abbas II Hilmi au pouvoir, mais ils sont repoussés par les Britanniques. Le 24 mai 1915, l'Italie déclare la guerre aux puissances centrales. Les Allemands et les Ottomans encouragent les rébellions  des tribus locales contre les Alliés en Libye et au Maroc, en leur fournissant notamment des armes légères livrées par l'intermédiaire d'U-Boats transitant par les eaux de l'Empire ottoman et l'Autriche-Hongrie ou par des pays neutres comme l'Espagne. Les Senoussi parviennent à expulser les Italiens du Sahara et du Fezzan et à repousser les forces britanniques et françaises jusqu'en Égypte et en Algérie.
Le capitaine de l'armée ottomane Nouri Pacha est envoyé en Afrique du Nord via un navire grec avec le major Jafar al-Askari Bey et 10 000 pièces d'or. Sa mission était de soutenir les opérations des forces du Teşkilat-ı Mahsusa contre les forces italiennes et britanniques. Ils débarquent sur le rivage entre Tobrouk et Sallum le 21 février 1915 pour rencontrer Sayyid Ahmed Sharif es Senussi, chef des milices locales.
En 1915, l'amghar Mouha ou Hammou Zayani à la tête des Zayans, soutenus par les Allemands, parvient à anéantir toute une colonne de l'armée française dans la poche de Khénifra en novembre 1914 (bataille d'Elhri) au Maroc. Plus au sud, le cheikh Ahmed al-Hiba fils de Ma El Aïnin galvanise la résistance des tribus et parvient à tenir toute la zone du Souss et de l'Anti-Atlas malgré les offensives des forces coloniales.
Le Teskilat-ı Mahsusa envoie un bataillon d'infanterie (trois compagnies d'infanterie, une équipe de mitrailleuse lourde et une équipe d'ingénieurs) en Libye. Le bataillon arrive à Bodrum en traversant Milas et Göcek le 16 octobre 1915, puis font route pour la Tripolitaine à bord de deux navires à voile accompagnés par le sous-marin allemand U-35. Le 17 octobre 1915, le bataillon arrive à Derne, située à l'ouest de Sallum et rencontre les chefs des tribus locales Senoussi.
En 1916, lorsque les Senoussi se soulèvent, les Ottomans pénètrent en Égypte et attaquent les Britanniques. Ces derniers, à la suite de l'offensive, doivent évacuer Sallum et Seyd-i Barani pour se replier sur la ville de Matrukh. Les Senoussi, soutenus par les Ottomans, poursuivent les Britanniques et lancent une offensive en direction de Matrukh. Toutefois, les Britanniques parviennent à repousser les forces de Sayyid Ahmed Sharif es Senussi qui renonce par la suite à la direction politique et militaire des tribus Senoussi, ayant perdu considérablement d'influence, non seulement en raison des pertes sur le champ de bataille, mais aussi en raison des différences d'opinion parmi les cheikhs Senoussi.
En 1917, lors d'une tentative d'organiser les efforts pour chasser les Britanniques, l'état-major ottoman crée le « Groupe de Commandement d'Afrique » (en turc : Afrika Grupları Komutanlığı), dont l'objectif principal est de s'emparer des régions côtières de la Libye. Le premier commandant de ce groupe était le lieutenant-colonel Nouri Pacha et le chef d'état-major était Abdurrahman Nafiz Bey. Les forces italiennes, prises au piège dans Zuwara, Khoms et Tripoli, tentent de briser l'encerclement ottoman à deux reprises, en janvier et avril 1917, sans succès. En septembre, des renforts ottomans sont envoyés mais ne parviennent toujours pas à percer les lignes italiennes.
Nouri Pacha est remplacé par le prince Osman Fouad en avril 1918. Abdurrahman Nafiz Bey est démis de ses fonctions de chef d'état major. Osman Fouad quitte Constantinople le 2 avril 1918 pour Vienne, puis le 5 mai 1918 fait route pour la Libye à bord du sous-marin allemand UC-78, arrivant à Misrata le 17 mai 1918. Le 30 octobre 1918, l'armistice de Moudros met fin au conflit.

## Conséquences
Les révoltes arabes au Maroc et en Libye se poursuivront bien après la fin de la guerre, jusqu'à leur répression par les troupes françaises et italiennes dans les années 1920 et 1930.